# Colinas de Arriba
Colinas de Arriba (en asturiano y oficialmente: Colinas d'Arriba) es una aldea que pertenece a la parroquia de Cerredo en el concejo de Tineo (Principado de Asturias). Se encuentra a 752 m s. n. m. y está situada a 20,50 km de la capital del concejo, la villa de Tineo. 

## Población
En 2020 contaba con una población de 15 habitantes (INE, 2020) repartidos en un total de 11 viviendas (INE, 2010).